# Bactrocera opiliae
Bactrocera opiliae
 es una especie de insecto díptero que Drew y Hardy describieron científicamente por primera vez en 1981. Esta especie pertenece al género Bactrocera de la familia Tephritidae.  